# Mariano Calviño de Sabucedo Gras
Mariano Calviño de Sabucedo Gras (Manresa, 25 de setembre de 1907 - 1980) fou un empresari i polític falangista català. Era fill d'un tinent coronel d'artilleria i de la filla dels amos dels magatzems Gras. Es casà amb Enriqueta Manén Maynou, copropietària de Manufacturas Manén SA i cosina d'un cunyat de José Ribas Seva.
Es llicencià en dret a la Universitat de Barcelona i exercí a Barcelona i Manresa. Fou secretari de la Cambra Oficial de Comerç i Indústria de Manresa, assessor de la Unió Mercantil, advocat de la Mútua Patronal i de l'Associació de Propietaris Rústics de Manresa i Berga. Durant la Dictadura de Primo de Rivera fou president de la Joventut d'Unión Patriótica a Manresa, però en proclamar-se la Segona República va ingressar un temps a Acció Catalana. Cap al 1933, però, fundà la Unión Social Hispánica, amb la qual el 1934 s'integrà al nucli barceloní de la Falange Española.
Tot i que no participà directament en l'aixecament del 18 de juliol, s'amagà i fugí a Barcelona, d'on escapà en un vaixell gràcies al consolat d'Itàlia i passà a zona nacional. Manuel Hedilla l'envià a Portugal a recollir fons i el març de 1937 s'establí a Burgos, on va substituir Carlos Trías Bertran com a secretari territorial de la Falange catalana. El març de 1939 Raimundo Fernández Cuesta el designà Cap Provincial del Movimiento Nacional a Barcelona, però fou destituït el novembre de 1939 per pressions de Trías i Luys Santa Marina. De juny a octubre de 1943 va lluitar amb la División Azul.
Tot i això, fou un dels 40 de Ayete, consellers directes de Francisco Franco. Va fer d'intermediari del festeig entre el marques de Villaverde i Carmen Franco, es va moure en cercle de Luis Carrero Blanco i va fer una considerable fortuna. També fou valedor de la candidatura d'Alfons de Borbó i Dampierre a la corona de Rei d'Espanya, contra la del futur Joan Carles I. El 1976 fou un dels procuradors en Corts que votà contra la Llei de Reforma Política. Quan al sector empresarial, fou president de la Societat General d'Aigües de Barcelona, del Comité Sindical del Cacao, vicepresident de la Sociedad Anónoma CROS SA, i conseller del Banco Español de Crédito, entre altres càrrecs.